# Eurotwitt
O Euro Twitt é um magazine juvenil semanal sobre a União Europeia, dirigido aos mais jovens. É transmitido na RTP2, aos sábados, por volta das 19h30, e tem como apresentadora Carlota Crespo (ABCiência). Conta também com os humoristas Luís Franco-Bastos (Contemporâneos) e Miguel Rocha ( CQC).

## O Programa
Estreou dia 6 de Março (Sábado), às 19h30, na RTP2.
Todas as semanas o eurotwitt dá as notícias que verdadeiramente interessam aos jovens: Erasmus, ambiente, viagens, comunicações, consumo, voluntariado, entre outros temas.
Tem ainda uma agenda de acontecimentos europeus e uma bolsa de oportunidades para portugueses: concursos, bolsas, estágios, etc.
E como é um programa absolutamente europeu, contará com reportagens enviadas por jovens cidadãos de estados-membros da UE.